# San Giovanni in Bragora (Velence)
A San Giovanni in Bragora-templom (olaszul Chiesa di San Giovanni in Bragora) Velence történelmi belvárosában, a Castello negyedben álló kisebb katolikus templom.
A Campo Bandiera e Moro terén, a riva della Schiavonitól csupán pár lépésre helyezkedik el.
A legelső dokumentumok a XI. századra teszik alapítását. A mai építmény a XVI. század elejéről származik, jelen formáját a XV. században nyerte el. Gótikus homlokzatán már a reneszánszra utaló nyomok is felfedezhetők. A belső tér a restaurálás után visszakapta eredeti formáját, számos mesterművel dicsekedhet (Cima da Conegliano és  Alvise Vivarini alkotásai).
Érdekessége, hogy ebben a templomban keresztelték meg Antonio Vivaldit.